# San Rosendo
San Rosendo est une ville et une commune du Chili faisant partie de la province de Biobío, elle-même rattachée à la région du Biobío. En 2012, la population de la commune s'élevait à 3 757 habitants. La superficie de la commune est de 92 km2 (densité de 41 hab./km2),.

## Historique
Un fort est construit en 1593 à l'initiative du gouverneur Martín García Óñez de Loyola sur la rive nord du Rio Biobío. Ce fort faisait partie d'une chaine de fortifications établie le long de la rivière pour interdire les incursions des tribus mapuches qui occupaient les territoires sur l'autre rive. En 1655 il est détruit et brulé par les Mapuches. Reconstruit par la suite il est de nouveau détruit durant le soulèvement des mapuche de 1723. L'agglomération actuelle s'est construit sur son emplacement vers 1826 et a prospéré avec l'implantation d'une station de chemin de fer édifiée vers la fin du XIXe siècle. San Rosendo devient une plaque tournante ferroviaire avec un dépôt aujourd'hui en ruines.

## Situation
La principale agglomération est implantée dans la vallée centrale du Chili sur la rive nord du Rio Biobío au confluent de celui-ci avec le Rio de La Laja. La commune se trouve à 464 kilomètres à vol d'oiseau au sud-sud-ouest de la capitale Santiago et à 39 kilomètres au nord-ouest de Los Ángeles capitale de la Province de Biobío.

Position de San Rosendo (en rouge) au sein de la Région du Biobío.